# Trisetum
Trisetum es un género de plantas herbáceas de la familia de las poáceas. Es originario del centro y sudoeste de Asia.

## Descripción
Son plantas perennes, cespitosas, a veces con rizomas cortos; cañas de 5-300 cm de alto, erectas o geniculadas en la base, glabras o pilosas bajo la panícula; lígulas membranáceas, truncadas a ovales; láminas planas a conduplicadas, a veces filiformes, glabras o pilosas. Inflorescencia una panícula espiciforme o laxa, contraída o abierta, oval o piramidal; raquis glabro, escabroso o piloso. Espiguillas (1-)2-6-floras, cortamente pediceladas; comprimidas lateralmente; raquilla pilosa, prolongada más allá del antecio superior; desarticulación de la raquilla sobre las glumas y entre los antecios; glumas heteromorfas a subisomorfas, lanceoladas a oval-lanceoladas, iguales o desiguales, menores o mayores que el conjunto de los antecios; gluma inferior 1(-3)-nervia, usualmente más angosta y más corta que la superior; gluma superior 3(-5)-nervia; lemmas lanceoladas, (3-)5(-7)-nervias, con el ápice y márgenes hialinos, glabras o pilosas en el dorso, levemente aquilladas y comprimidas, ápice con 2(-4) arístulas o sétulas cortas, 2-dentado o más raramente entero o subentero; arista inserta en el tercio superior, medio o subapical, exserta, usualmente tan larga como la lemma, geniculada o solo divaricada, retorcida o no, raramente recta; callo corto, obtuso, con pelos cortos; páleas biaquilladas, hialinas, usualmente más cortas que las lemmas; estambres 3, anteras de 0,3-4,5 mm de largo; lodículas 2, hialinas, con 2 o 3 lóbulos en el ápice; ovario glabro o con pelos cortos y brillantes en el ápice; cariopsis comprimida, blanda; hilo corto, punctiforme; endosperma líquido, semilíquido, raramente sólido, seco. Número básico de cromosomas x = 7.

## Taxonomía
El género fue descrito por Christiaan Hendrik Persoon y publicado en Synopsis Plantarum 1: 97. 1805. La especie tipo es: Trisetum flavescens (L.) P. Beauv.
Etimología
El nombre del género deriva del latín tri = (tres) y setum = (cerdas), aludiendo a los lemas con tres aristas. 

## Especies seleccionadas
(Algunas son sinónimos de otras especies)
- Trisetum alaskanum Nash
- Trisetum berteronianum Kunth
- Trisetum brittonii Nash
- Trisetum californicum Vasey
- Trisetum cernuum Trin.
- Trisetum curvisetum Morden & Valdés-Reyna
- Trisetum deyeuxioides (Humb., Bonpl. & Kunth) Kunth
- Trisetum filifolium Scribn.
- Trisetum flavescens (L.) Beauv.
- Trisetum glaciale Boiss.
- Trisetum ludovicianum Vasey
- Trisetum majus Rydb.
- Trisetum montanum Vasey
- Trisetum ovatum (Cav.) Pers.
- Trisetum paniceum (Lam.) Pers.
- Trisetum projectum Louis-Marie
- Trisetum rosei Scribn. & Merr.
- Trisetum sandbergii Beal
- Trisetum scabriusculum (Lag.) Cosson ex Willk.
- Trisetum spicatum (L.) K.Richt.
- Trisetum subspicatum (L.) Beauvis.
- Trisetum williamsii Louis-Marie
- Trisetum wolfii Vasey